# فلو (بوسکرود)
فلو (به لاتین: Flå) یک شهرداری در نروژ است که در بوسکرود واقع شده‌است. فلو ۷۰۴ کیلومتر مربع مساحت و ۹۷۴ نفر جمعیت دارد.

## نگارخانه

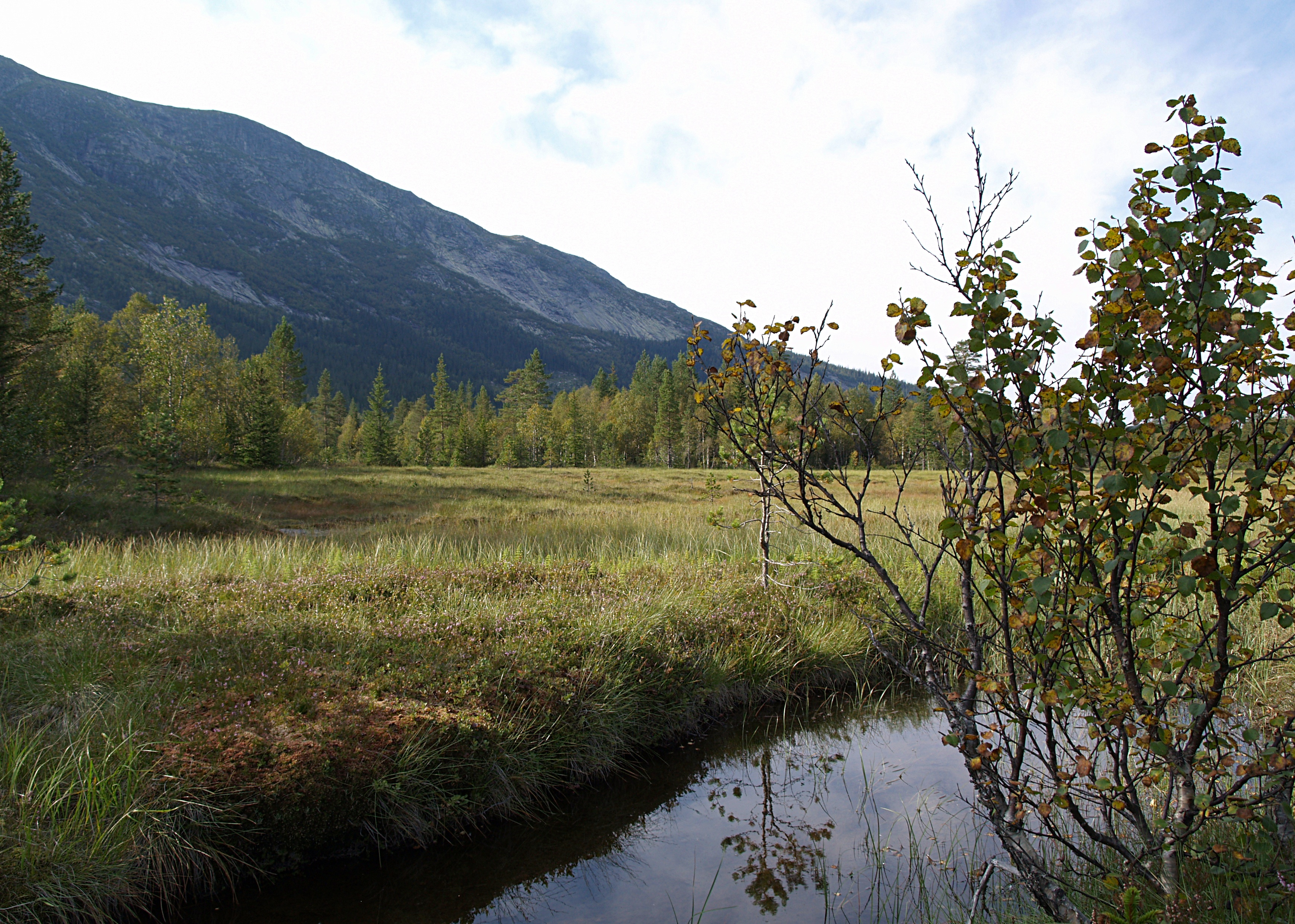
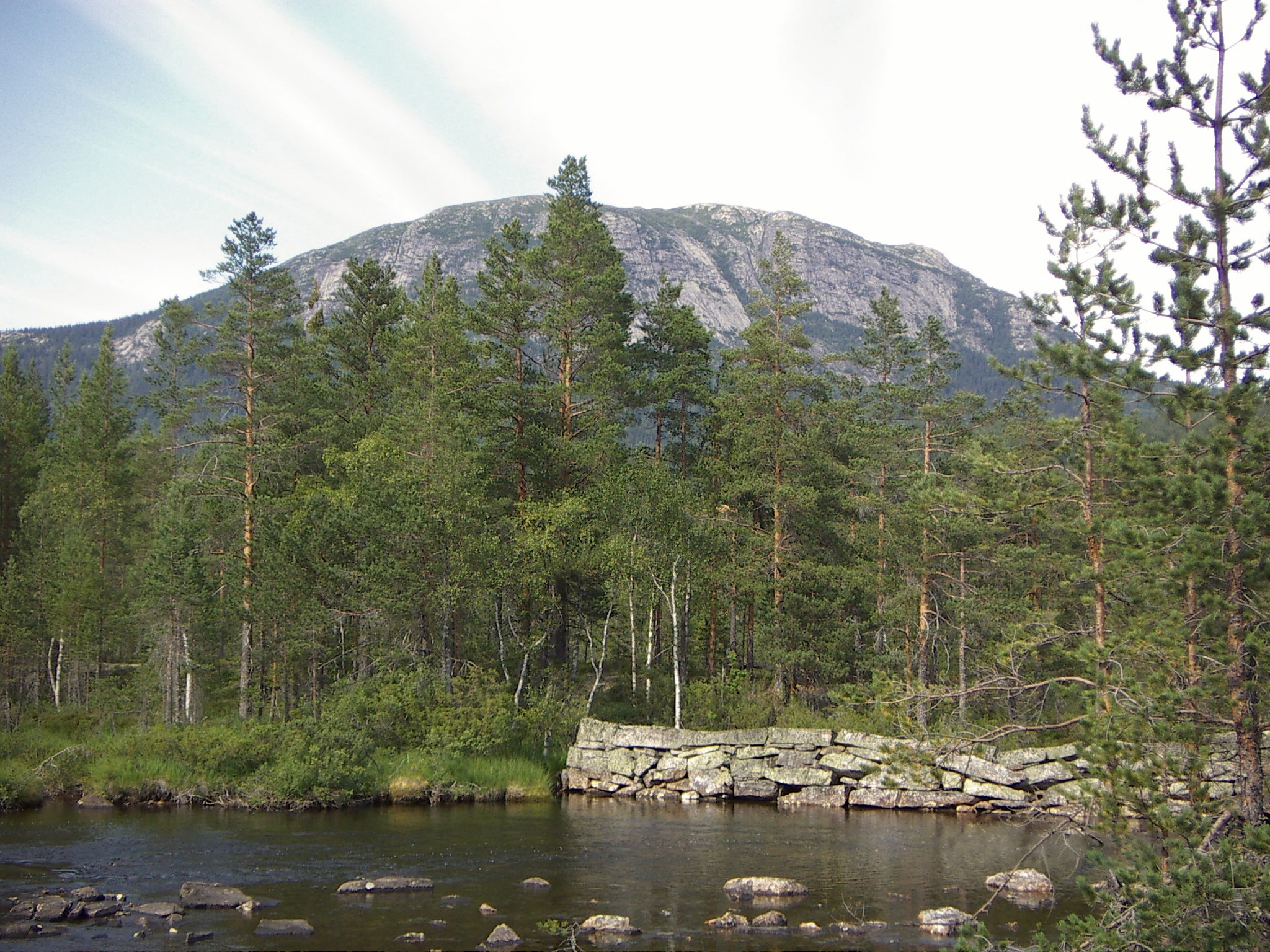
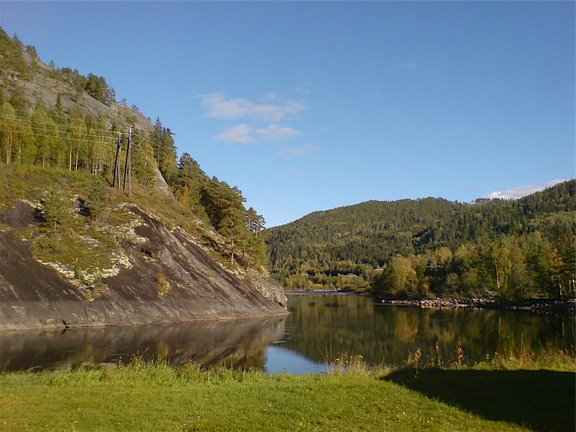
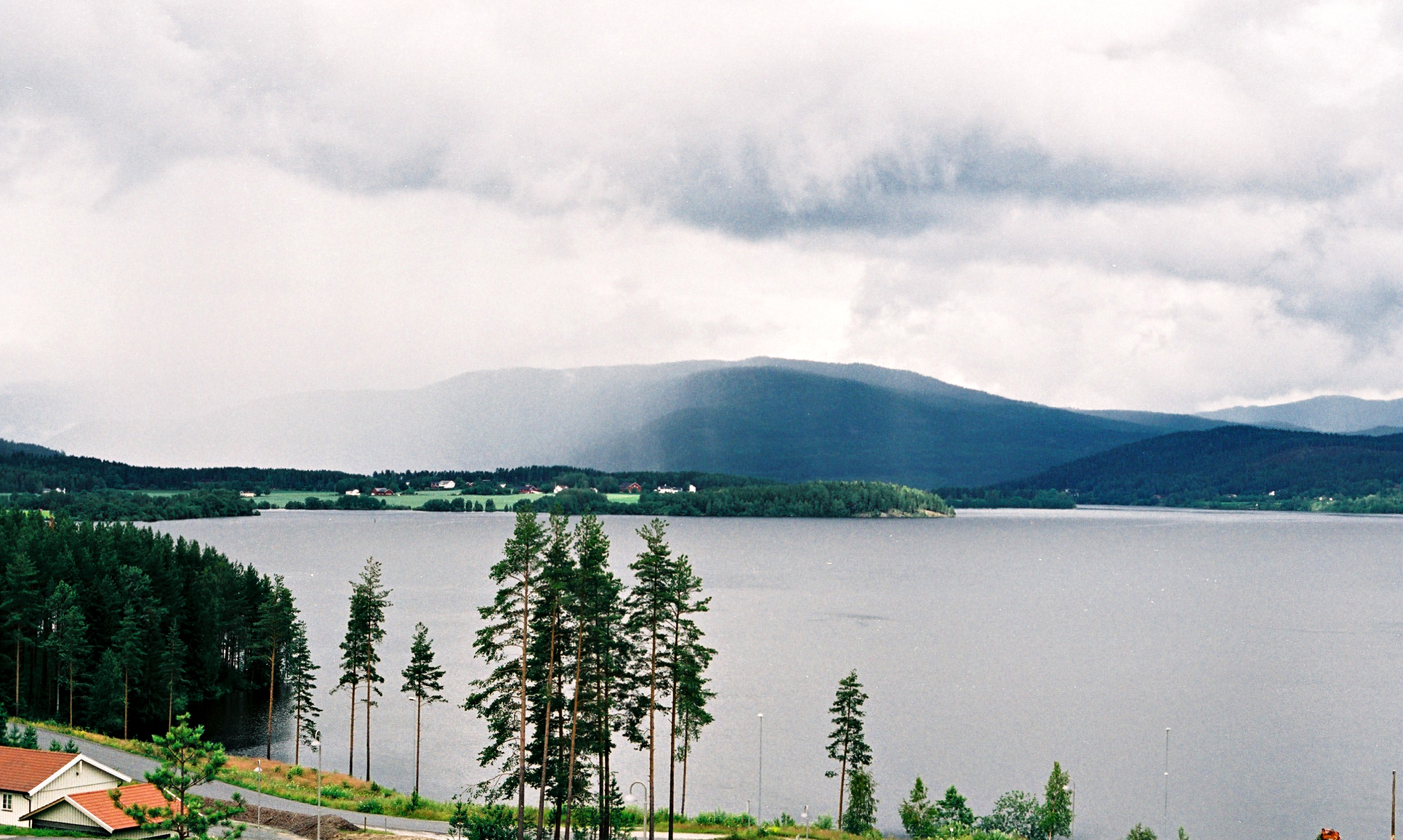
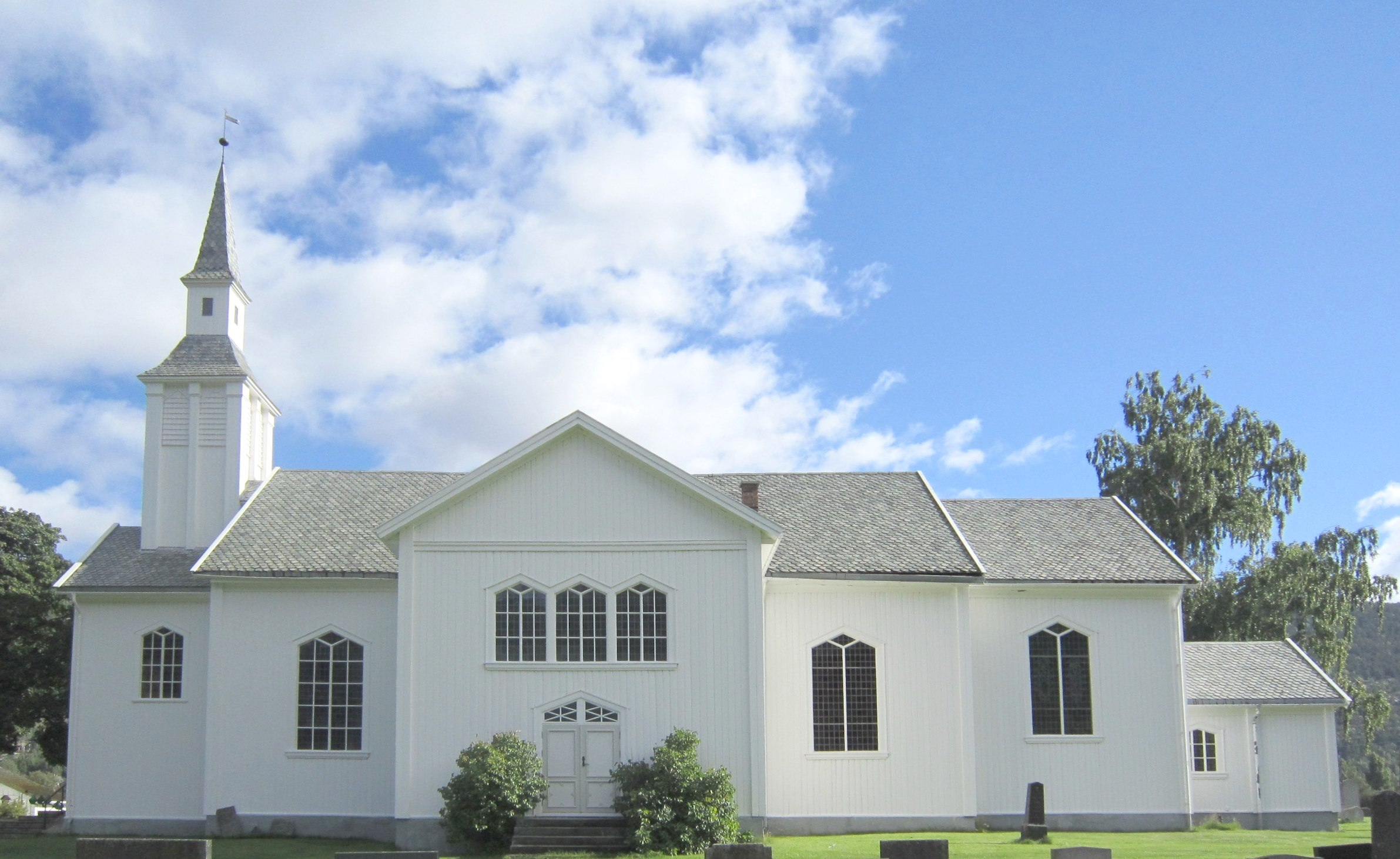
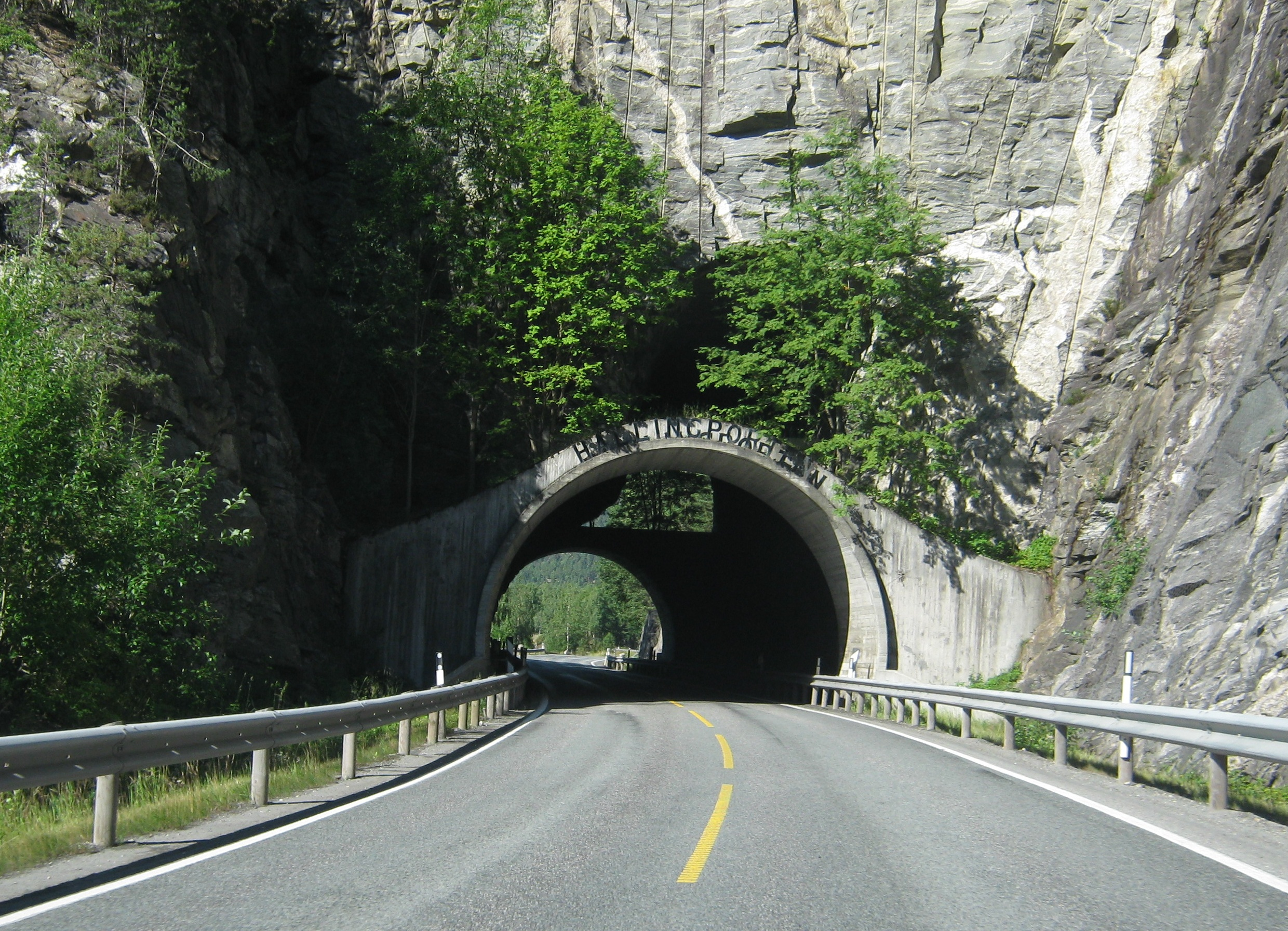
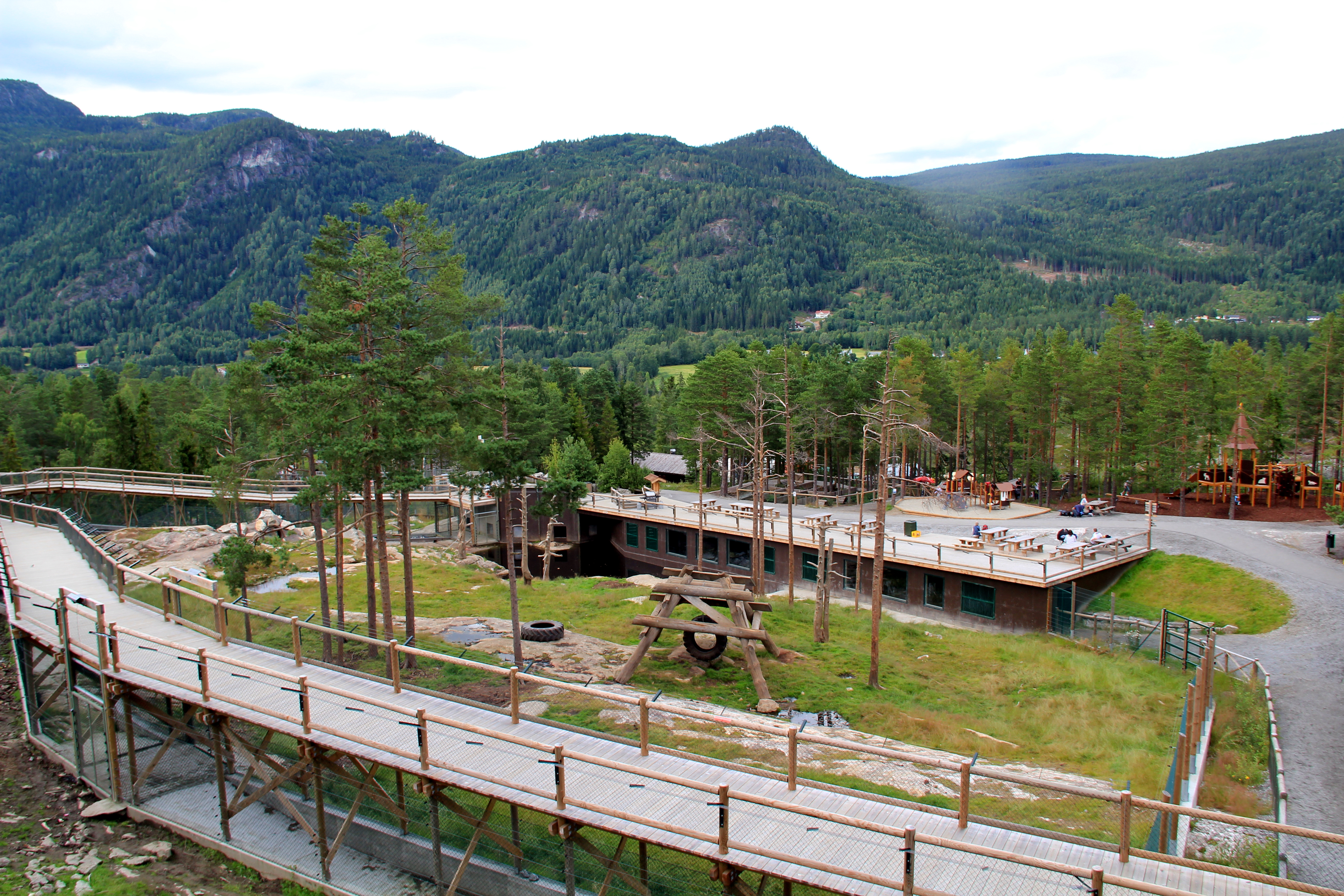